# Сидорин, Евгений Игоревич
Евге́ний И́горевич Сидо́рин (род. 7 марта 1989, Тольятти, Самарская область) — российский спидвейный гонщик. Четырёхкратный чемпион России в командном зачёте, бронзовый призёр Кубка России в парном зачёте.

## Биография
Родился в Тольятти 7 марта 1989 г. Спидвеем занимается с 11 лет; старший брат Игорь Сидорин также был спидвейным гонщиком тольяттинской "Мега-Лады".
В составе тольяттинского клуба (2000-2009 гг.) побеждал в юношеском и юниорском чемпионатах страны; с 2005 по 2008 четырежды становился победителем командного чемпионата России. В 2009 г. в паре в с Даниилом Ивановым и Олегом Кургускиным стал бронзовым призёром парного Кубка России.
В 2010 г. перешёл в СК "Октябрьский", где выступал по 2013 г.

### Среднезаездный результат
| Лига        | 2005            | 2006            | 2007            | 2008            | 2009            | 2010              | 2011              | 2012 | 2013              |
| ----------- | --------------- | --------------- | --------------- | --------------- | --------------- | ----------------- | ----------------- | ---- | ----------------- |
| Флаг России | 0,833 Мега-Лада | 1,043 Мега-Лада | 1,125 Мега-Лада | 0,545 Мега-Лада | 1,200 Мега-Лада | 1,206 Октябрьский | 0,875 Октябрьский | -    | 1,375 Октябрьский |

## Достижения
| - Чемпионат России по спидвею среди юношей в личном зачёте —1 место (2005, класс 125 см3), 2 место (2004, класс 125 см3) в командном зачёте — 1 место (2003, 2004, класс 125 см3), 2 место (2005, класс 125 см3) - Чемпионат России по спидвею среди юниоров до 21 года: в командном зачёте — 1 место (2005), 2 место (2007, 2009), 3 место (2008) в парном зачёте — 3 место (2008) - Чемпионат России по спидвею в командном зачёте — 1 место (2005, 2006, 2007, 2008), 3 место (2009) в парном зачёте — 3 место (2009) | На международных соревнованиях Юниорские соревнования ЛЧЕЮ — 6 место в ¼ финала (2006), 7 место в ½ финала (2008) Взрослые соревнования ЛЧЕ — 15 место в ¼ финала (2007) |